# Anna Karenina (filme de 1914)
Anna Karenina é um filme de drama russo de 1914 dirigido por Vladimir Gardin.

## Enredo
O filme é baseado no romance de 1877 de Leo Tolstoy.

## Elenco
- Mariya Germanova...	Anna Karenina
- Vladimir Shaternikov...	Karenin
- Mikhail Tamarov...	Vronsky
- Zoya Barantsevich...
- V. Obolensky...	Levin